# Кузнецово (Плоскошское сельское поселение)
Кузнецово — деревня в Плоскошском сельском поселении Торопецкого района Тверской области.

## География
Расположена примерно в 18 километрах к североу от села Волок на реке Серёжа.

## История
Ранее входила в Волокское сельское поселение.

## Население
По переписи 2002 года постоянное население остутствовало.